# Водное поло на летних Олимпийских играх 2024 (составы, мужчины)
В этой статье приводятся составы всех команд, участвующих в мужском турнире по водному поло летних Олимпийских играх 2024 года в Париже.

## Группа A

### Хорватия
Состав команды был объявлен 13 июля 2024 года. 
Тренер:  Ивица Туцак
- Марко Бияч (К) В
- Рино Бурич ЦЗ
- Лорен Фатович ПЗ
- Лука Лончар ЦН
- Маро Йокович ПЗ
- Лука Букич Д
- Анте Вукичевич Д
- Марко Жувела ЦЗ
- Йерко Маринич Крагич Д
- Йосип Врлич ЦН
- Матиас Биляка ЦЗ
- Константин Харьков ПЗ
- Тони Попадич В

### Греция
Состав команды был объявлен 6 июля 2024 года.
Тренер:  Теодорос Влахос
- Эммануил Зердевас В
- Константинос Генидуниас[англ.] Д
- Димитрос Скумпакис[англ.] ЦЗ
- Эфстатиос Калогеропулос[англ.] Д
- Иоаннис Фунтулис[англ.] (К) Д
- Александрос Папанастасиу Д
- Никос Гиллас[англ.] Д
- Стилианос Аргиропулос ЦЗ
- Николаос Папаниколау[англ.] ЦН
- Константинос Какарис[англ.] ЦН
- Димитрис Николаидис[англ.] ЦН
- Ангелос Влахопулос Д
- Панайотис Цорцатос[англ.] В

### Италия
Состав команды был объявлен 7 июля 2024 года.
Тренер:  Сандро Кампанья
- Марко дель Лунго[англ.] В
- Франческо ди Фульвио[англ.] (К) ПЗ
- Алессандро Велотто[англ.] Д
- Томмазо Джанацца[англ.] ЦН
- Андреа Фонделли[англ.] Д
- Франческо Кондеми[англ.] ПЗ
- Винченцо Рендзутто[англ.] ЦЗ
- Гонсало Эченике[англ.] ПЗ
- Николас Прешутти[англ.] ЦЗ
- Лоренцо Бруни[англ.] ЦН
- Эдоардо ди Сомма[англ.] Д
- Маттео Иокки Гратта[англ.] ЦЗ
- Джанмарко Никозия[англ.] В

### Черногория
Состав команды был объявлен 28 июня 2024 года.
Тренер:  Владимир Гойкович
- Деян Лазович[англ.] В
- Марко Мршич[англ.] ПЗ
- Мирослав Перкович[англ.] ЦЗ
- Йован Вуйович[англ.] ЦЗ
- Алёза Мачич[англ.] ЦЗ
- Владо Попадич[англ.] ПЗ
- Стефан Видович[англ.] Д
- Богдан Дурджич[англ.] ПЗ
- Джуро Радович[англ.] ПЗ
- Владан Спаич[англ.] ЦЗ
- Душан Маткович[англ.] ПЗ
- Василие Радович[англ.] ЦЗ
- Петар Тешанович[англ.] (К) В

### Румыния
Состав команды был объявлен 10 июля 2024 года.
Тренер:  Богдан Рат
- Мариус-Флорин Тик[англ.] (К) З
- Франческо Юдян[англ.] ЦЗ
- Матей Лутеску[англ.] ЦЗ
- Тудор-Андрей Фуля[англ.] Д
- Андрей Нямту[англ.] ПЗ
- Андрей Приотяса[англ.] ПЗ
- Андрей Тепелус[англ.] ЦЗ
- Николае Оантэ[англ.] ЦЗ
- Силвиан Колодровски[англ.] ЦН
- Влад Георгеску[англ.] Д
- Себастьян Штефан Олтян[англ.] Д
- Левенте Ванчик[англ.] ЦН
- Михай Драгушин[англ.] В

### США
Состав команды был объявлен 18 июня 2024 года.
Тренер:  Деян Удовичич
- Адриан Вайнберг В
- Джонни Хупер Д
- Марко Вавич Д
- Алекс Оберт ЦН
- Ханнес Даубе Д
- Лука Купидо Д
- Бен Холлок (К) ЦН
- Дилан Вудхед Д
- Алекс Боуэн Д
- Чейз Додд ЦЗ
- Райдер Додд ЦЗ
- Макс Ирвинг Д
- Дрю Холланд В

## Группа B

### Австралия
Состав команды был объявлен 28 мая 2024 года.
Тренер:  Тим Хэмилл
- Ник Портер[англ.] В
- Ангус Лэмби[англ.] ЦН
- Милош Максимович[англ.] Д
- Чарли Негус[англ.] Д
- Натан Пауэр[англ.] (К) ЦЗ
- Лаши Эдвардс[англ.] ЦН
- Люк Павиллард[англ.] ПЗ
- Джейкоб Мерсер[англ.] ПЗ
- Мэттью Бирнс[англ.] Д
- Маркус Берехуляк[англ.] ЦЗ
- Чаз Пот[англ.] Д
- Блейк Эдвардс Д
- Джон Хеджес[англ.] В

### Франция
Состав команды был объявлен 8 июля 2024 года.
Тренер:  Флориан Бруззо
- Клеман Дюбуа[англ.] В
- Реми Содадье[англ.] ЦН
- Уго Крузийя[англ.] Д
- Александр Буэ[англ.] ПЗ
- Энцо Хас[англ.] ЦЗ
- Тома Верну[англ.] ЦН
- Ромен Марион-Верну[англ.] Д
- Эмиль Бьорш[англ.] ЦН
- Мехди Марзуки[англ.] Д
- Микаэль Бодегас[англ.] ЦН
- Пьер-Фредерик Ванпеперстраэт[англ.] ПЗ
- Энцо Нардон[англ.] ПЗ
- Уго Фонтани[англ.] В

### Венгрия
Состав команды был объявлен 11 июля 2024 года.
Тренер:  Жольт Варга
- Сома Фогель[англ.] В
- Даниэль Ангьял[англ.] ЦЗ
- Кристиан Мангерц[англ.] ПЗ
- Эрик Мольнар[англ.] ЦЗ
- Мартон Вамош[англ.] ПЗ
- Адам Надь[англ.] ЦЗ
- Гергё Фекете[англ.] Д
- Гергё Заланки ПЗ
- Винсе Вигвари[англ.] Д
- Денеш Варга[англ.] ПЗ
- Чилард Яншик[англ.] (К) Д
- Балаш Хараи[англ.] ЦН
- Марк Баньяи[англ.] В

### Япония
Состав команды был объявлен 16 июля 2024 года.
Тренер:  Сиота Йосинори
- Кацуюки Танамура[англ.] В
- Сэия Адати[англ.] ПЗ
- Таиё Ватанабэ[англ.] Д
- Даити Огихара[англ.] Д
- Каи Иноуэ[англ.] ПЗ
- Тои Судзуки[англ.] (К)  ПЗ
- Киёму Дате[англ.] ПЗ
- Мицуру Таката[англ.] ЦЗ
- Иккэи Нитта[англ.] Д
- Юсукэ Инаба[англ.] ПЗ
- Кэиго Окава[англ.] ПЗ
- Кэнта Араки[англ.] ЦН
- Това Нисимура[англ.] В

### Сербия
Состав команды был объявлен 21 июля 2024 года.
Тренер:  Урош Стеванович
- Радослав Филипович В
- Душан Мандич Д
- Страхиня Рашович Д
- Сава Ранджелович ЦЗ
- Милош Чук Д
- Никола Дедович Д
- Радомир Драшович ЦЗ
- Никола Якшич (К) ЦЗ
- Неманья Убович ЦН
- Неманья Вико ЦН
- Петар Якшич ЦЗ
- Виктор Рашович Д
- Владимир Мишович В

### Испания
Состав команды был объявлен 8 июля 2024 года.
Тренер:  Давид Мартин
- Унаи Агирре[англ.] В
- Альберто Мунаррис Д
- Альваро Гранадос[англ.] Д
- Бернат Санауха[англ.] Д
- Мигель дель Торо[англ.] ЦН
- Марк Ларумбе[англ.] Д
- Мартин Фамера[англ.] ЦЗ
- Серхи Кабаньяс[англ.] ЦЗ
- Рохер Тауль[англ.] ЦН
- Фелипе Пероне[англ.] (К) Д
- Унаи Бьель[англ.] Д
- Алеханадро Бустос[англ.] ЦЗ
- Эдуардо Лоррио[англ.] В